# Triumfpalatset

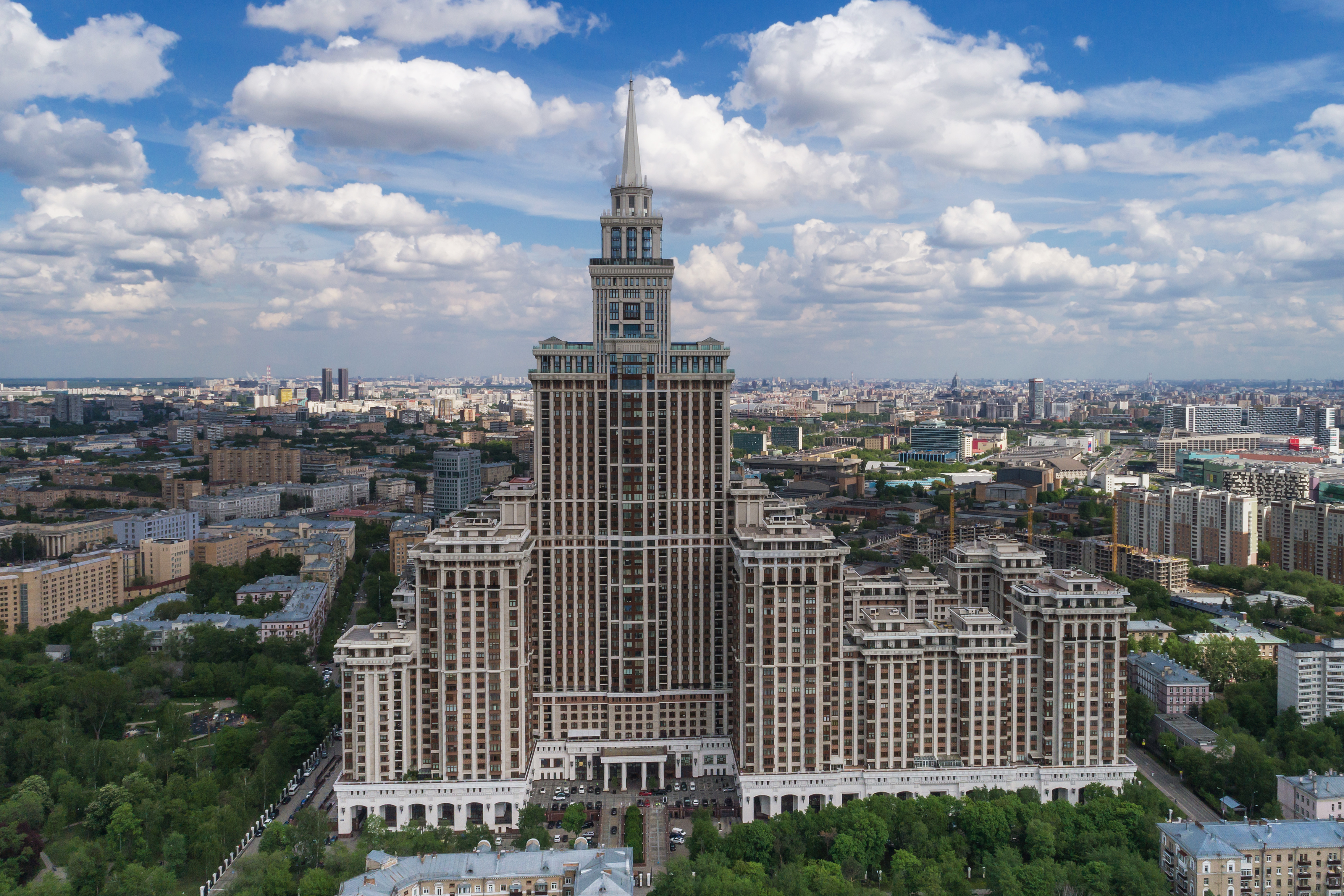
Triumfpalatset i bakgrunden.

Triumfpalatset (ryska:Триумф-Палас) är en skyskrapa i Moskva byggd i postmodernistisk anda med influenser från äldre skyskrapor med mer stalinistisk utformning. Tornet stod färdigt 2003, och är med sina 264,1 meter Europas högsta bostadshus. Byggnaden var Europas högsta skyskrapa fram till invigningen av det 268 meter höga Naberezjnajatornet i Moskva år 2007. Triumfpalatset brukar räknas som "nummer 8" av Stalins sju systrar. Europas högsta byggnad är för närvarande Mercury City Tower, även den i Moskva, som ligger på 339 meter.